# 아프리카뜸부기

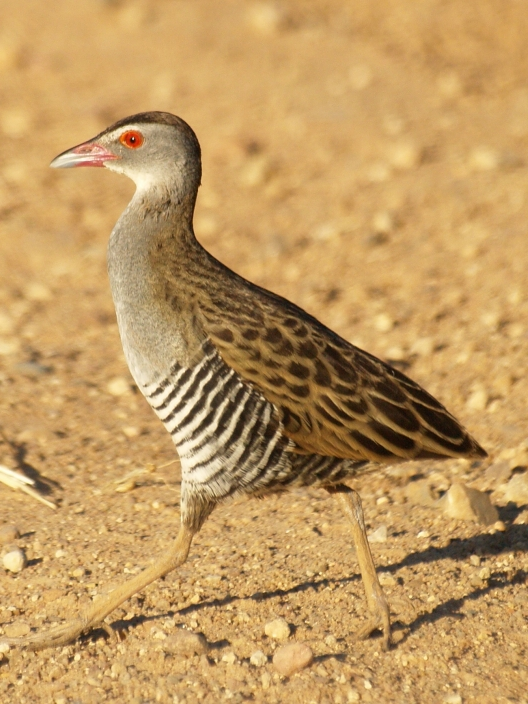

아프리카뜸부기(Crecopsis egregia)는 뜸부기과에 속하는 중소 크기의 땅에 사는 새이며, 아프리카 중부와 남부 대부분 지역에서 발견된다. 열대 우림과 연간 강우량이 적은 지역을 제외한 대부분의 범위에서 계절적으로 흔하다. 이 뜸부기는 부분적으로 이주하며 비가 와서 다른 곳에서 번식할 수 있을 만큼 충분한 풀이 덮이자마자 적도에서 멀어진다. 대서양 섬에 도착하는 방랑하는 새에 대한 몇 가지 기록이 있다. 이 종은 다양한 초원 유형에 둥지를 틀고, 작물이 키가 큰 농경지를 사용할 수도 있다.
작은 뜸부기인 이 아프리카뜸부기는 윗부분에 갈색 줄무늬가 있고, 아랫 부분은 청회색이며, 옆구리와 배에는 흑백 줄무늬가 있다. 뭉툭한 붉은 부리와 붉은 눈, 부리에서 눈 위쪽까지 흰색 선이 있다. 이것은 깃털이 더 가볍고 눈줄무늬가 있는 메추라기뜸부기보다 작다. 아프리카크레이크는 다양한 울음소리를 가지고 있는데, 가장 특징적인 것은 일련의 빠른 크르르(krrr) 음이다. 낮 동안 활동하며 번식지와 비번식지 모두에서 영역을 차지한다. 수컷은 위협적인 모습을 보이며 영토 경계에서 싸울 수도 있다. 둥지는 풀 덤불이나 작은 덤불 아래 움푹 들어간 곳에 지어진 얕은 풀잎 컵이다. 3~11개의 알은 약 14일 후에 부화하기 시작하고, 검은색의 솜털 같은 조숙 병아리는 4~5주 후에 새끼를 낳는다.
아프리카뜸부기는 작은 개구리와 물고기, 식물 재료, 특히 잔디 씨앗과 함께 다양한 무척추 동물을 먹는다. 큰 맹금류가 그 자체로 먹을 수도 있다. 인간을 포함한 포유류이며 기생충을 숙주로 삼을 수 있다. 비록 초원이 불타거나 농업, 습지 배수 또는 도시화로 인해 일시적으로 옮겨질 수 있지만, 서식지와 개체수가 많기 때문에 위기종으로 간주되지는 않는다.